# Neustadt am Rennsteig
Neustadt am Rennsteig – dzielnica miasta Großbreitenbach w Niemczech, w kraju związkowym Turyngia, w powiecie Ilm. Do 31 grudnia 2018 samodzielna gmina wchodząca w skład wspólnoty administracyjnej Großbreitenbach. Do 5 lipca 2018 wchodziła w skład wspólnoty administracyjnej Langer Berg.

## Współpraca
Miejscowość partnerska:
- Ehringshausen, Hesja